# 棠张镇
棠张镇，是中华人民共和国江苏省徐州市铜山区下辖的一个乡镇级行政单位。

## 行政区划
棠张镇下辖以下地区：
棠张村、学庄村、沙庄村、夏湖村、后谷堆村、前谷堆村、马兰村、铁营村、牌坊村、刘庄村、刘塘村、河东村、高庄村、位河村、新庄村、跃进村和田河村。